# Emmanuel Callender
Emmanuel Earl Callender (Arouca (Tunapuna-Piarco), 10 mei 1984) is een sprinter, die bij internationale wedstrijden uitkomt voor Trinidad en Tobago. Hij nam driemaal deel aan de Olympische Spelen en won hierbij in totaal twee medailles, aanvankelijk een zilveren en een bronzen. In 2015 werd de bronzen medaille alsnog omgezet in een zilveren na de diskwalificatie van de Amerikaanse ploeg als gevolg van een geconstateerde dopingovertreding van een van zijn teamleden. Vervolgens gebeurde in 2017 iets vergelijkbaars met de in 2008 behaalde zilveren medaille. Die werd omgezet in een gouden, nadat de winnende ploeg van Jamaica was gediskwalificeerd om precies dezelfde reden als de Amerikaanse in 2015.

## Biografie
Callender nam op de Olympische Spelen van 2008 in Peking deel aan de 4 x 100 m estafette. In de kwalificatieronde snelde het team van Trinidad en Tobago zonder hem, bestaande uit Marc Burns, Aaron Armstrong, Keston Bledman en Richard Thompson naar een tijd van 38,26 s. Hiermee eindigde het viertal in de kwalificatieronde als eerste, voor Japan, Nederland en Brazilië. In de finale werd Armstrong vervangen door Callender en finishte Trinidad en Tobago in de tweede tijd van 38,06 achter het Jamaicaanse estafetteteam, dat met onder andere Usain Bolt de wedstrijd won in een wereldrecordtijd van 37,10. In 2017 werd Jamaica gediskwalificeerd vanwege een positieve test van Nesta Carter. Waardoor Callender en zijn teamgenoten negen jaar na afloop van de Spelen tot olympisch kampioen werden uitgeroepen.
Op de wereldkampioenschappen van 2009 in Berlijn werden Callender en zijn teamgenoten Darrel Brown, Marc Burns en Richard Thompson op de 4 x 100 m estafette opnieuw verslagen door Jamaica met 37,62 om 37,31, al hield het Trinidiaanse kwartet er in elk geval een nationaal record aan over. Op de 100 m sneuvelde hij in de kwartfinale (10,27), terwijl hij op de 200 m doordrong tot de halve finale (20,70).
Op de Olympische Spelen van Londen in 2012 deed de estafetteploeg van Trinidad en Tobago op de 4 x 100 m een volgende poging om de Jamaicaanse concurrenten te kloppen. In dezelfde samenstelling als tijdens de olympische finale van Peking in 2008 kwam de Trinidadiaanse ploeg in de finale tot 38,12. Daarmee moesten zij niet alleen Jamaica opnieuw voorlaten, dat ook nu weer in wereldrecordtijd, 36,84, naar het goud snelde, maar deze keer was ook de Amerikaanse ploeg hen in 37,04 te snel af.
Enkele jaren later, in 2015, kreeg het viertal echter het zilver alsnog in de schoot geworpen: als gevolg van de geconstateerde overtreding van het dopingreglement door de Amerikaan Tyson Gay en de hieruit voortkomende schorsing plus diskwalificatie van al diens prestaties vanaf 15 juli 2012, had het IOC het Amerikaanse USOC in mei opgedragen om de zilveren medailles die de Amerikaanse ploeg met Tyson Gay in de gelederen tijdens de Spelen van Londen op de 4 x 100 m estafette had veroverd, terug te vorderen van de betreffende atleten. Dit betekende dat bronzenmedaillewinnaar Trinidad en Tobago opschoof naar de tweede plaats en alsnog met het zilver werd beloond.

## Titels
- Olympisch kampioen 4 x 100 m - 2008
- Centraal-Amerikaans en Caribisch kampioen 100 m - 2009
- Centraal-Amerikaans en Caribisch kampioen 200 m - 2008
- Centraal-Amerikaans en Caribisch kampioen 4 x 100 m - 2009

## Persoonlijke records
| Onderdeel | Prestatie | Datum            | Plaats |
| --------- | --------- | ---------------- | ------ |
| 100 m     | 10,05     | 28 augustus 2009 | Zürich |
| 200 m     | 20,40     | 24 mei 2009      | Belém  |

## Palmares

### 100 m
- 2009: 5e in ¼ fin. WK - 10,27 s (in serie 10,24)
- 2009:  Centraal-Amerikaanse en Caribische kamp. - 10,08 s
- 2010: 4e Gemenebestspelen - 10,25 s
- 2011:  Pan-Amerikaanse Spelen - 10,16 s

### 200 m
- 2007: 5e NACAC kamp. - 20,93 s
- 2007: 5e Pan-Amerikaanse Spelen - 21,03 s
- 2008:  Centraal-Amerikaanse en Caribische kamp. - 20.69 s
- 2009: 8e in ½ fin. WK - 20,70 s (in ¼ fin. 20,62)
- 2010: 6e Centraal-Amerikaanse en Caribische Spelen - 20,81 s
- 2010: 7e Gemenebestspelen - 21,12 s

### 4 x 100 m
- 2006:  NACAC jeugd kamp. - 39,98 s
- 2007:  NACAC kamp. - 39,92 s
- 2007: 4e Pan-Amerikaanse Spelen - 39,23 s
- 2008:  OS - 38,06 s (na DQ Jamaica)
- 2009:  WK - 37,62 s (NR)
- 2009:  Centraal-Amerikaanse en Caribische kamp. - 38,73 s
- 2010:  Centraal-Amerikaanse en Caribische Spelen - 38,24 s
- 2011:  Centraal-Amerikaanse en Caribische kamp. - 38,89 s
- 2011: DNF Pan-Amerikaanse Spelen
- 2012:  OS - 38,12 s (na DQ Verenigde Staten)(in serie: 38,10 s)
- 2013:  Centraal-Amerikaanse en Caribische kamp. - 39,26 s
- 2015: 5e NACAC kamp. - 38,90 s
- 2016: DSQ OS (in serie: 37,96 s)

1912: Jacobs, Macintosh, d'Arcy, Applegarth ·
1920: Paddock, Scholz, Murchison, Kirksey ·
1924: Clarke, Hussey, Leconey, Murchison ·
1928: Wykoff, Quinn, Borah, Russell ·
1932: Kiesel, Toppino, Dyer, Wykoff ·
1936: Owens, Metcalfe, Draper, Wykoff ·
1948: Ewell, Wright, Dillard, Patton ·
1952: Smith, Dillard, Remigino, Stanfield ·
1956: Murchison, King, Baker, Morrow ·
1960: Cullmann, Hary, Mahlendorf, Lauer ·
1964: Drayton, Ashworth, Stebbins, Hayes ·
1968: Greene, Pender, Smith, Hines ·
1972: Black, Taylor, Tinker, Hart ·
1976: Glance, Jones, Hampton, Riddick ·
1980: Moeravjov, Sidorov, Prokofjev, Aksinin ·
1984: Graddy, Brown, Smith, Lewis ·
1988: Bryzgin, Krylov, Moeravjov, Savin ·
1992: Marsh, Burrell, Mitchell, Lewis ·
1996: Esmie, Gilbert, Surin, Bailey ·
2000: Drummond, Williams, Lewis, Greene ·
2004: Gardener, Campbell, Devonish, Lewis-Francis ·
2008: Bledman, Burns, Callender, Thompson ·
2012: Carter, Frater, Blake, Bolt ·
2016: Powell, Blake, Ashmeade, Bolt ·
2020: Desalu, Jacobs, Patta, Tortu ·
2024: Brown, Blake, Rodney, De Grasse